# Gustaf Holmström
Gustaf Nilsson Holmström, född 1648 i Stockholm, död 31 januari 1705 i Stockholm, var en svensk ämbetsman, borgmästare och riksdagsman.

## Familj
Holmström var gift med Barbro Bunge, dotter till handelsborgmästare Mårten Bunge och Margareta Jernstedt i Stockholm. De fick tillsammans dottern Maria Charlotta Holmström (född 1683), som var gift med kammarrådet Joakim Cronfelt och överstelöjtnanten Julius Günther. De fick även dottern Maria Magdalena Holmström (1686–1739) som var gift med kammarrevisionsrådet Abraham Adelhielm.